# 丁潤浩
丁潤浩（1999年3月23日—），身高186cm，為韓國歌手、舞者、演員，KQ娛樂旗下男子團體ATEEZ的成員。2018年10月24日出道，在隊內擔任主舞及副唱。

## 生涯

### 出道前
就讀位於光州廣域市的西一初等學校、日新中學校，以及首爾公演藝術高等學校。現正就讀全球網絡大學放送演藝學系。
在「JOY DANCE ACADEMY」光州和論峴分部進修舞蹈，並透過該學院認識了現為另一ATEEZ成員的旼琦。2016年，潤浩經面試遴選進入KQ娛樂，成為公司第二位練習生。

### ATEEZ出道
2018年10月24日，ATEEZ發行迷你專輯《TREASURE EP.1 : All To Zero》，同日舉行《ATEEZ Debut Showcase》正式出道。潤浩在隊中擔任主舞及副唱。
2020年10月16日，公開改編自同名韓國人氣網絡漫畫《Imitation》的電視劇選角消息，其中潤浩將飾演團體「Sparkling」的中心「유진（宥鎮）」。在準備和拍攝多個月後，電視劇版本《Imitation》在2021年5月7日於KBS2開播。劇集共12集，於7月23日終映。潤浩參與了三首該劇的原聲帶，包括＜DIAMOND＞、＜처음 만날때처럼＞和＜별자리＞，而收錄了以上三曲的Sparkling實體專輯於8月26日發售。
2021年6月30日，宣布ATEEZ成員弘中、潤浩參與百事可樂與STARSHIP娛樂的企劃「2021 PEPSI TASTE OF KOREA CAMPAIGN」。7月初確定會與Rain、MONSTA X、Brave Girls攜手發表名為＜Summer Taste＞的合作歌曲，並陸續發布概念照片、MV預告片等。7月14日，公開合作曲＜Summer Taste＞的音源及MV。此次合作企劃亦包含百事可樂的廣告代言。
8月19日，美國著名團體Pentatonix於其社交媒體帳號上傳照片，預告即將合作的歌手，其後公布為ATEEZ成員潤浩、傘及鍾浩。8月20日，＜A Little Space (feat. ATEEZ)＞音源正式發行，MV於翌日公開。該曲亦收錄於Pentatonix於9月10日發行的《The Lucky Ones》Deluxe專輯。
10月12日，潤浩擔任SBS MTV音樂節目《THE SHOW》的特別主持。10月31日，擔任由SBS主辦之演唱會《2021 Super Concert in Daegu》的主持，當天演出編成為11月7日的《人氣歌謠》放送。

## 音樂作品

### 參與演唱作品
- 僅列出個人參與的音樂作品，團體作品請參閱ATEEZ#音樂作品

| 日期          | 歌曲名稱                                           | 演唱歌手                            | 專輯                                                   | 備註                                                     |
| 合作歌曲      |                                                    |                                     |                                                        |                                                          |
| 2021年7月14日 | Summer Taste                                       | Rain、Monsta X、Brave Girls、ATEEZ  | 《Taste of Korea》                                     | Pepsi合作曲                                              |
| 2021年8月20日 | A Little Space (feat. Yunho, San, Jongho of ATEEZ) | Pentatonix、ATEEZ                   | 《A Little Space (feat. Yunho, San, Jongho of ATEEZ)》 |                                                          |
| 原聲帶        |                                                    |                                     |                                                        |                                                          |
| 2021年5月28日 | DIAMOND                                            | Sparkling                           | 《DIAMOND (IMITATION X Sparkling)》                    | 電視劇《Imitation》，以角色「Sparkling」「유진」名義發行 |
| 2021年7月10日 | 처음만날때처럼 (Like When We First Met)            | 마하、유진                          | 《IMITATION X Sing Again You and I》                   | 電視劇《Imitation》，以角色「Sparkling」「유진」名義發行 |
| 2021年7月23日 | 별자리 (Your Sign)                                 | SHAX、Tea Party、Sparkling、LA LIMA | 《Your Sign X IMITATION》                              | 電視劇《Imitation》，以角色「Sparkling」「유진」名義發行 |

### 音樂創作
韓國音樂著作權協會(KOMCA)登記編號：10020018
團體作品
| 年份   | 歌曲名稱 | 收錄專輯                        | 作詞  | 作曲 | 編曲 |
| 2018年 | From     | 《TREASURE EP.2 : Zero To One》 | check |      |      |

## 影視作品
- 僅列出個人參與的影視作品，團體作品請參閱ATEEZ#影視作品

### 音樂影片
| 發布日期      | 歌曲名稱        | 備註      |
| 2021年5月28日 | DIAMOND         |           |
| 2021年7月10日 | 처음 만날때처럼 | STAGE CLI |
| 2021年7月14日 | Summer Taste    |           |
| 2021年7月23日 | 별자리          |           |
| 2021年8月21日 | A Little Space  |           |

### 綜藝節目
| 日期                | 電視台／網絡平台 | 節目名稱         | 共同出演成員 |
| 2019年10月2日       | MBC every1       | Weekly Idol      | 友榮         |
| 2020年8月28日、31日 | M2 YouTube       | Tingle Interview | 傘           |
| 2021年6月11日       | KBS2             | 柳喜烈的寫生簿   | 星和、傘     |
| 2021年8月12日、19日 | Channel A        | 都市漁夫3        |              |

### 電視劇
| 日期                  | 電視台 | 劇名      | 角色           | 性質       | 集數      |
| 2021年5月7日－7月23日 | KBS2   | Imitation | 李宥鎮(이유진) | 第二男主角 | 第1至12集 |

### 節目主持
| 日期           | 電視台  | 節目名稱                    |
| 2021年10月12日 | SBS MTV | THE SHOW                    |
| 2021年10月31日 | SBS     | 2021 Super Concert in Daegu |